# Ogenj in pepel
Ogenj in pepel je drama Mire Mihelič (tudi Mira Pucova), ki je bila izdana leta 1949. Dogaja se v slovenskem mestu leta 1943, v času italijanske okupacije.

## Osebe
- Senator
- Tanja: njegova hči
- Iris: njegova nečakinja
- Savo: njegov nečak
- Predsednik Tojan: pridobitnik
- Dr. Belič: odvetnik in politik
- Padre Giovanni: kurat v italijanski armadi
- France Martel: kurir iz Londona
- Dr. Sonc: zdravnik
- Rob: hišnik pri senatorju
- Usmiljenka

## Zgodba
1. dejanje: Težko bolnega senatorja skrbi za hčerko Tanjo, rad bi jo poslal v Švico na varno. Tanja pa noče pustiti očeta samega, rada ga ima, čeprav je nesrečna zaradi njegovega političnega delovanja, s katerim si po njenem prepričanju maže roke in si ogroža zdravje. Pridejo Savo, Iris in Tojan, ta prinese vest, da prihaja kurir od vlade v Londonu. Senator skliče za zvečer sestanek, potem posvari Sava zaradi njegove pretirane želje po uspehu in Iris zaradi njene lahkoživosti in lova za užitku. "Pridigo" prekine padre Giovanni, ki se pride pozanimat za senatorjevo zdravje, v resnici pa zato, da bi izvedel, kaj je novega. Od usmiljenke, ki je njegova vohunka v hiši, izve za prihod kurirja. Tanja odločno nastopi, odpelje očeta počivat, sama pa se zateče k hišniku Robu in mu zaupa svoje pomisleke in dvome. Robu so pred kratkim ustrelili sina, zato je trdno za odporniško gibanje. - V tem pride napovedani kurir. Tanja v njem prepozna Franceta, svojo še skoraj otroško ljubezen, ki je bil nekaj let zaprt zaradi komunizma. France ji pove, da je poročen, Tanja pa obljubi, da ga ne bo izdala.
2. dejanje: France je kot "kurir" prišel v hišo po sledi Črne roke, hoče izvedeti ime tistega, ki jo vodi. Za sodelovanje pridobi Roba in Tanjo. Prihajajo udeleženci sestanka, France se spretno otepa Iris, ki bi ga rada zapeljala. Na sestanku France "poroča", Savo pa se razkrije kot organizator in pristaš Črne roke; to senatorja, ki prisega na parlamentarne metode, tako prizadene, da dobi srčni napad. Pojavi se padre Giovanni, zmagoslavno razkrinka Franceta kot komunističnega agenta in pove, da je hiša obkoljena. France vsem zabrusi resnico v obraz, plane na vrt, a ga obstrelijo in ujamejo.
3. dejanje: Senator je hudo bolan, ob njen je Tanja, toda odsotna, v skrbeh misli na Franceta in njegovo usodo. Padre Giovanni z maziljenim cinizmom prinese Tanji "spominček" in zadnji pozdrav - Franceta so po hudem mučenju ob zori ustrelili. Ko prideta še Savo in Iris, Tanja spozna vso njihovo ničvrednost, zave se, da jih vse sovraži in zaničuje. Po zvezi, ki ji jo je bil povedal France, sporoči ime črnorokca Sava. Ko ta po brutalnem razgovoru s senatorjem odide, ga pred hišo ustrelijo. Tanja je v tej težki preizkušnji dozorela. Očetu pove za svoje dejanje in za svojo odločitev, da bo zapustila svet laži, izkoriščanja in hinavstva; tu je vse mrtvo, je pepel, ki ga bo brez sledi raznesel veter, v njej pa gori vera za novo življenje. Za senatorja je to preveč, spozna, da je vse izgubil, da ga je povozil kruti čas; odpove mu srce, Tanja pa se z žalostjo, a trdno poslovi od njega za zmeraj.